# Herkansing
Een herkansing is een extra mogelijkheid om een succes te behalen nadat dit eerder mislukt is. 
Het begrip bestaat onder meer in de sport waar, tijdens een voorronde, sommige deelnemers direct aan de volgende ronde kunnen deelnemen, en enkele andere dit via een herkansing alsnog kunnen.
In de politiek kan het voorkomen dat een lijsttrekker in een debat onderuit gaat, maar in een volgend debat weer als winnaar uit de bus komt.
Ook wordt het begrip vaak gebruikt om er een herexamen mee aan te duiden. Als men het eigenlijke examen of tentamen niet heeft behaald, kan men -vaak buiten de reguliere examentijden- aldus een tweede kans krijgen. Men spreekt dan wel van een tussentijds examen of tentamen. Aan hogescholen en universiteiten in Vlaanderen is de term tweede zittijd couranter. In het Nederlands middelbaar onderwijs kent men bij de eindexamens het zogeheten tweede tijdvak.